# John Yaw Afoakwa
Mons. John Yaw Afoakwa (* 26. ledna 1955, Akrokerry) je ghanský římskokatolický duchovní a biskup Obuasi.

## Život
Narodil se 26. ledna 1955 v Akrokerry.
Navštěvoval St. John School v Sekondi, a poté přešel na Wesley College v Kumasi. Následně odešel do Říma do Mezinárodní papežské koleje „Maria Mater Ecclesiae“, kde studoval na Papežské univerzitě Urbaniana. Roku 1983 získal bakalářský titul z religionistiky. Po studiu v Římě nastoupil do St. Peter’s Regional Seminary. Na Ghanské univerzitě získal bakalářský titul ze sociologie náboženství.
Dne 11. července 1992 byl vysvěcen na kněze a inkardinován do diecéze Kumasi. Po zřízení diecéze Obuasi byl včleněn do kléru této diecéze.
Po vysvěcení se stal kaplanem v St. Louis Training College v Kumasi a následně kaplanem v Christ the King Catholic Secondary School v Obuasi. Byl ředitelem Diecézního katechetického úřadu a Diecézního oddělení sociální komunikace.
Odešel do USA. Zde působil jako farní vikář ve farnosti Nejsvětější Trojice v Rochesteru. Během pobytu v USA studoval pedagogiku na Le Moyne College.
Po svém návratu k do vlasti začal učit na Bodwesango Senior High School . Byl rektorem St. Louis Rectorate a kaplanem St. Louis Clinic v Bodwesangu.
Dne 22. listopadu 2014 jej papež František jmenoval biskupem diecéze Obuasi. Dne 10. ledna 2015 přijal biskupské svěcení. Světiteli byli arcibiskup Gabriel Justice Yaw Anokye, arcibiskup Jean-Marie Speich a arcibiskup Thomas Kwaku Mensah.